# Pancéřový zvon

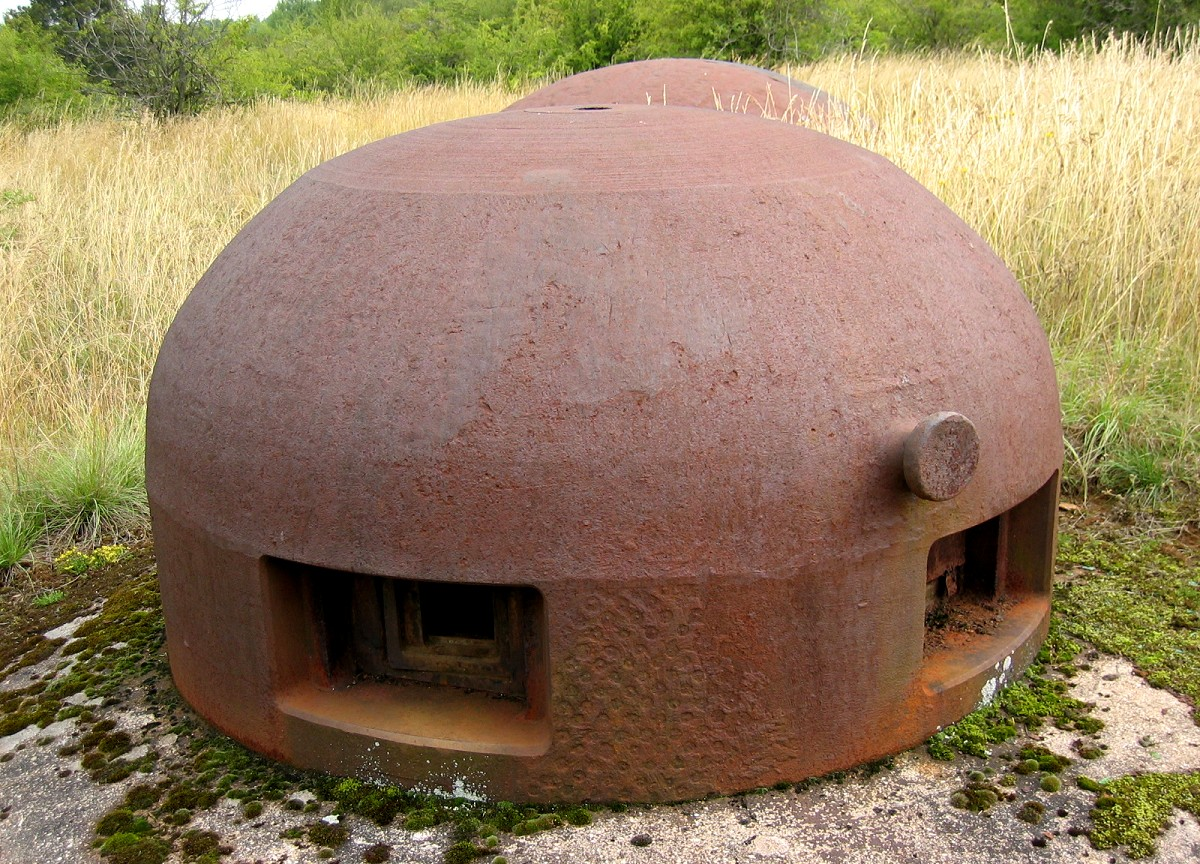
Pancéřový zvon GFM na objektu francouzské tvrze Molvange

Pancéřový zvon je ocelotinový prvek používaný v systémech opevnění první poloviny 20. století. Jedná se o prvek pevně umístěný na stropě železobetonového objektu, každý z nich má jednu či několik střílen nebo pozorovacích průzorů. Podle svého účelu jej lze rozdělit na zvony bojové, pozorovací (s průzory a případně i střílnami pro blízkou ochranu) a ventilační (pro nasávání čerstvého vzduchu do objektu a výfuk zplodin z objektu).

## Pancéřové zvony v československém opevnění
V československém opevnění byly využívány pozorovací i ventilační zvony různých typů a odolností. Zvony určené primárně pro bojové úkoly byly v Československu označeny jako pancéřové kopule.